# Alexander Hamilton (svensk politiker)
Malcolm Alexander Hugo Hamilton, född 29 september 1855 i Övraby församling, Hallands län, död 17 maj 1944 i Tillberga församling, Västmanlands län, var en svensk greve, disponent och riksdagsledamot. Han var brorson till generalen John Hamilton.
Alexander Hamilton var son till godsägaren Gustaf Hamilton och Sophie Barnekow i Hedensberg.
Han blev 1879 förvaltare på fideikommisset Hedensberg, disponent där 1900 och 1914 godsets innehavare. Som politiker var Hamilton ledamot av riksdagens andra kammare 1901–1903 och av första kammaren 1906–1919 som högerman, och som sådan bland annat ledamot av konstitutionsutskottet 1918–1919. Han invaldes 1912 som ledamot av Lantbruksakademien.